# Jamie Zawinski
Jamie Zawinski, né le 3 novembre 1968, parfois appelé JWZ, est un hacker Unix. 
Il est à l'origine de la scission du développement d'Emacs et de la création de Lucid Emacs, devenu plus tard XEmacs ; il travaillait alors chez Lucid Inc. Il mena ce projet de 1991 à 1994.
Il est également le créateur de Netscape et de Mozilla ; il dirige ces projets de 1994 à 1999. Il démissionne le 1er avril 1999, lorsqu'il est décidé de réécrire tout le code de Mozilla.
Depuis 1999, il a cessé de travailler dans le logiciel et dirige une boîte de nuit de San Francisco, le DNA Lounge (en).

## Loi de Zawinski
La loi de Zawinski dit que  :

« Tout logiciel gagne des fonctionnalités jusqu'à être capable de lire des mails. Ceux qui n'en sont pas capables sont remplacés par d'autres qui le sont. »

Cette loi s'applique par exemple à Emacs, Mozilla, Eclipse ou même Microsoft Office (grâce à Microsoft Outlook) ou encore au navigateur Opera.
Elle est attribuée à Jamie Zawinski, qui l'a popularisée. Elle pourrait avoir été inspirée par Law of Software Development and Envelopment at MIT, postée sur Usenet en 1989 par Greg Kuperberg qui a écrit : « Tout programme en développement au MIT s'étend jusqu'à pouvoir lire les mails. »